# Mittweidaer BC
Mittweidaer BC was een Duitse voetbalclub uit Mittweida. De club werd opgericht in 1896 en werd na de Tweede Wereldoorlog ontbonden.

## Geschiedenis
De club werd in 1896 opgericht en was in 1900 een van de stichtende clubs van de Duitse voetbalbond. In 1902 ging de club in de nieuwe Oost-Saksische competitie spelen. De club eindigde samen met Dresdner SC op de eerste plaats. Er kwam een titelfinale die ze met zware 6-0 cijfers verloren. Een jaar later eindigden beide clubs opnieuw eerste, maar de club kwam nu niet opdagen voor de titelfinale, waardoor de titel naar Dresner SC ging. Ook in 1905 eindigde de club met Dresdner eerste en verloor nu de titelfinale met 4-2. Na dit seizoen werden de clubs uit Mittweida en Chemnitz ondergracht in de nieuwe Zuidwest-Saksische competitie. De club eindigde samen met Chemnitzer BC op de eerste plaats, maar ondanks een veel beter doelsaldo werd Chemnitz naar de eindronde gestuurd en vond er voor zover bekend geen titelfinale plaats. 
In 1906/07 werd de club eindelijk kampioen en plaatste zich voor het eerst voor de Midden-Duitse eindronde, waar de club verloor van VfB Leipzig. Nadat de club nog vicekampioen werd in 1908 eindigden ze enkele jaren in de subtop. In 1912 werden ze opnieuw vicekampioen achter Chemnitzer BC. In 1916 verloor de club alle wedstrijden en trok zich hierna terug uit de competitie. Over de verdere geschiedenis van de club is zo goed als niets bekend. Ze slaagden er niet meer in te promoveren en speelden in de jaren twintig ook niet in de tweede klasse. Pas in 1944 dook de club terug op toen de Gauliga Sachsen verder regionaal onderverdeeld werd. Om een concurrentieel team te kunnen opstellen ging de club een oorlogsfusie aan met stadsrivaal Germania, maar de competitie werd niet voltooid. Het is zelfs niet bekend of er überhaupt een wedstrijd gespeeld werd. 
Na de Tweede Wereldoorlog werden alle sportclubs in Duitsland ontbonden. Mittweidaer BC werd niet meer heropgericht.

## Erelijst
Kampioen Zuidwest-Saksen
1907